# Segon Congrés Catalanista
El Segon Congrés Catalanista fou una assemblea convocada pel Centre Català i celebrada a Barcelona entre el 20 i el 27 de juny del 1883, per tal de discutir i de votar el Programa del Catalanisme, proclamant la necessitat i conveniència que els catalans s'havien d'afiliar només a organitzacions polítiques de disciplina exclusivament catalana. Hi participaren tots els grups catalanistes, inclosos els elements de la revista La Renaixença, força renuents a la participació en política; els afectes a la política centralista espanyola no hi acudiren. Presentaren la proposta de crear partits polítics d'àmbit català i refusar l'obediència a partits d'àmbit estatal, i refusar qualsevol actuació política catalana dependent de partits generals espanyols. Aquest acord impulsà Valentí Almirall a constituir el seu Centre Català en partit polític el 1884, però fracassà en intentar aplegar a les seves files totes les tendències catalanistes. Malgrat les discrepàncies entre els diferents sectors del catalanisme, van arribar a acords en qüestions específiques com la defensa del proteccionisme i del dret català.